# Odilon Kossounou
Odilon Kossounou né le 4 janvier 2001 à Abidjan en Côte d'Ivoire, est un footballeur international ivoirien. Il évolue au poste de défenseur central à l'Atalanta Bergame.

## Biographie

### Hammarby IF
Né à Abidjan en Côte d'Ivoire, Odilon Kossounou il commence le football dans l'académie locale de l'ASEC Abidjan, qui a formé de nombreux joueurs ivoiriens internationaux. Il rejoint la Suède et le club du Hammarby IF en janvier 2019, peu de temps après son 18e anniversaire. Il joue son premier match dans l'Allsvenskan le 1er avril 2019 face à l'IF Elfsborg. Titularisé ce jour-là, il voit son équipe faire match nul (1-1).

### Club Bruges
Le 8 mai 2019, Kossounou rejoint la Belgique en s’engageant avec le club du Club Bruges KV, avec qui il s'engage pour quatre saisons. Il est par ailleurs le premier joueur ivoirien du club. Il joue son premier match pour le club le 25 septembre 2019, à l'occasion d'une rencontre de coupe de Belgique face au modeste club du Royal Francs-Borains où il est titulaire. Son équipe s'impose par trois buts à zéro ce jour-là. Le 6 novembre 2019 il participe à son premier match de Ligue des champions, lors de la rencontre face au Paris SG. Il est titulaire ce jour-là au poste d'arrière droit mais son équipe s'incline sur le score d'un but à zéro.
Le 4 janvier 2021, jour de ses 20 ans, Odilon Kossounou prolonge son contrat avec le Club Bruges jusqu'en 2024.

### Bayer Leverkusen
Le 22 juillet 2021, Odilon Kossounou s'engage en faveur du Bayer Leverkusen, pour un contrat courant jusqu'en juin 2026,.
Kossounou joue son premier match pour Leverkusen le 7 août 2021, lors d'une rencontre de coupe d'Allemagne face au 1. FC Lokomotive Leipzig. Il est titularisé et son équipe s'impose par trois buts à zéro ce jour-là.
Kossounou inscrit son premier but pour Leverkusen le 12 novembre 2023, à l'occasion d'une rencontre de Bundesliga face au 1. FC Union Berlin. Titulaire, il marque de la tête sur un service de Jonas Hofmann et participe à la victoire de son équipe par quatre buts à zéro,.

### Atalanta Bergame
Le 28 août 2024, Odilon Kossounou rejoint l'Atalanta Bergame sous la forme d'un prêt d'une saison. Le club dispose d'une option d'achat sur le joueur.
Après des débuts convaincants avec l'Atalanta, le défenseur ivoirien se blesse en janvier 2025. Touché à l'adducteur droit, ce qui nécessite une opération chirurgicale, il est opéré et absent pendant trois mois.
Le 13 juin 2025, l'Atalanta annonce avoir levé l'option d'achat du prêt de Kossounou, qui s'engage définitivement avec le club italien.

### En sélection
Odilon Kossounou est pour la première fois appelé avec l'équipe nationale de Côte d'Ivoire par le sélectionneur Patrice Beaumelle, en octobre 2020. Il honore finalement sa première sélection le 8 octobre 2020, lors d'un match amical face à la Belgique. Il entre en jeu à la place d'Éric Bailly lors de cette rencontre où les deux équipes se séparent sur un match nul (1-1).
Kossounou participe à sa première compétition internationale lors de la Coupe d'Afrique des nations 2021 au Cameroun, les ivoiriens seront éliminés en huitièmes-de-finales par l'Égypte aux tirs-au-but.
Le 28 décembre 2023, il est retenu dans la liste des vingt-sept joueurs ivoiriens sélectionnés par Jean-Louis Gasset pour disputer la Coupe d'Afrique des nations 2023.

## Palmarès

### En club
- Bayer Leverkusen (2)
  - Champion d'Allemagne
    - Champion : 2024

  - Coupe d'Allemagne
    - Vainqueur : 2024

  - Ligue Europa
    - Finaliste : 2024

### En sélection nationale
- Côte d'Ivoire
  - Coupe d'Afrique des nations
    -  Champion : 2024[18]